# Toni Myers
Toni Myers, született Antoinette Trow (Toronto, 1943. szeptember 29. – Toronto, 2019. február 18.) kanadai filmvágó, forgatókönyvíró, filmrendező, producer.

## Filmjei
- Határ: A csillagos ég (Hail Columbia!) (1982, dokumentum-rövidfilm, vágó)
- Megvalósult álom (The Dream Is Alive) (1985, dokumentum-rövidfilm, forgatókönyvíró, vágó)
- Kék bolygó (Blue Planet) (1990, dokumentum-rövidfilm, forgatókönyvíró, vágó, narrátor)
- Az űr fogságában (Destiny in Space) (1994, dokumentum-rövidfilm, forgatókönyvíró)
- A MIR űrállomás (Mission to Mir) (1997, dokumentum-rövidfilm, producer)
- Űrállomás 3D (Space Station 3D) (2002, dokumentumfilm, forgatókönyvíró, producer, vágó, rendező)
- A tenger mélyén (Under the Sea) (2009, dokumentum-rövidfilm, producer, forgatókönyvíró)
- Szemtől szemben a világegyetemmel (Hubble 3D) (2010, dokumentumfilm, forgatókönyvíró, producer, vágó, rendező)
- A Beautiful Planet (2016, dokumentumfilm, forgatókönyvíró, producer, és rendező)